# Монфокон де Виллар, Анри де
Николя Пьер Анри де Монфокон, аббат де Виллар (фр. Nicolas Pierre Henri de Montfaucon, abbé de Villars; 1635, Тулуза — 1673, Лион) — французский мистический писатель (очень популярный в своё время), философ и авантюрист, служивший аббатом в Тулузе. 

## Биография и творчество
Монфокон родился в поместье Виллар под Тулузой. В юности увлекался каббалистикой. Окончил факультет тулузского университета, получил титул аббата. Став проповедником, обнаружил ораторский талант.
В начале шестдесятых годов отправился пешком в Париж, где за свои дерзкие нападки на кардинала Мазарини попал в тюрьму, но из-за смерти временщика в 1661 году был освобождён.
Чтобы иметь заработок, Виллар принялся за литературу. В течение шести лет появился ряд его произведений, имевших в своё время громадный успех:
- «Entretiens d’Aristide et d’Eugène» — род апологии иезуиту Бууру;
- «Réfléxions sur la vie de la Trappe»,
- «Lettres contre mr. Arnaud»,
- «Critiques des pensées de m. Pascal»,
- «Граф Габалис, или Посвящение в тайную науку[фр.]» («Le Comte de Gabalis», 1670; рус. пер. ст. амстерд. эльзевир. изд. 1671 г. А. В. Трояновского. — СПб.: Издание журнала «Изида», 1911. — 88 с.) — социальная сатира, изданная анонимно;
- «Анна Бретонская и Альманзарис, или Беспощадная любовь» («Amour sans faiblesse ou Anne de Bretagne et Almanzaris»; 1671) — полуфилософско-исторический роман в насмешку над романистами Скюдери и Ла Кальпренедом,
- «Критика „Береники“» («Critique de la Bérénice de mr. Pascal et de mr. Pierre Corneille»; 1671);
- «Entretiens da comte de Gabalis sur les sciences» — в шутливой форме расскрываются тайны кабалистики и ордена розенкрейцеров;
- «Sept nouveaux entretiens sur les sciences secrètes» (памфлет против Декарта);
- «О тонкости» («Sur la délicatesse»; 1671).

Всё это доставило автору громкую известность.
В 1673 году его зарезали разбойники.